# 二百五十六分音符
在音樂記譜中，二百五十六分音符是一種音符時值。在五線譜記法中，二百五十六分音符表示為一個實心的橢圓符頭加上一個帶六條旗幟狀的符尾的符桿（如上圖的記號）。當二百五十六分音符與其它有符尾的音符連寫時，可以共用符尾（也是一般的情形），這時旗幟狀的符尾變為六根連接用的短線。當符頭位於五線譜第三線上方（包括第三線）時，符干朝下，否則符干朝上，符干改變方向時，符頭的左右方向也要作相應改變。符尾的上下方向也改變，但始終在符干右邊。二百五十六分音符的音長是全音符的二百五十六分之一，即4/4拍中的六十四分之一拍，3/8或6/8拍中的三十二分之一拍。二分音符的音長是其一百二十八倍，四分音符的音長是其六十四倍，八分音符的音長是其三十二倍，六十四分音符的音長是其四倍，一百二十八分音符的音長是其兩倍。

二百五十六分音符
二百五十六分休止符

二百五十六分音符在樂譜中極為罕見，但並不陌生。主要用在動作緩慢時有著簡潔有力的部分，實際例子位於貝多芬《第三鋼琴協奏曲》（作品37）第二章節的一些版本表露出音符的快速尺度；還有一個例子在莫扎特的變奏曲《Je suis Lindor》，有四個二百五十六分音符被用於較緩慢的第十二個變奏中；其他例子包括傑拉吉斯拉夫達吉斯克的《第五鋼琴奏鳴曲》（作品10）第二章節，他們還出現RV 444維瓦爾第的協奏曲。

## 時值更短的音符
目前用制谱软件程序支援最快的音符為「四千零九十六音符」。